# Aegithalos leucogenys
Aegithalos leucogenys е вид птица от семейство Aegithalidae. Видът е незастрашен от изчезване.

## Разпространение
Разпространен е в Афганистан, Индия и Пакистан.